# Malaipatti
Il cane Malayeri o Malaipatti o Malayalee è un cane molto raro e quasi estinto, presente solo nelle montagne di confine del Tamil Nadu e Kerala regioni meridionali dell'India.

## Storia
La gente del posto lo chiama anche con il nome di maleipatti che significa cane da montagna o patti significa cane in Malayalam.

## Caratteristiche
Sono cani di taglia media che in genere pesano tra i 20 ei 25 kg. 
Hanno un pelo corto e denso che è tipicamente di colore nero o marrone scuro. Hanno una corporatura forte e atletica, con un petto largo e gambe potenti. Sono noti per la loro intelligenza, lealtà e abilità di caccia.
È un cane usato per la caccia e la protezione del bestiame e delle capre dagli animali selvatici. Nella caccia sono usati per cacciare cinghiali, cervi e altra selvaggina.
Le loro orecchie sono tipicamente lunghe e appuntite e le loro code sono solitamente arricciate somiglia in generale ad un dobermann.
Hanno un eccellente olfatto, una vista acuta e una notevole velocità.
Caratterialmente è aggressivo e reattivo però è amichevole con il proprietario e famiglia, è un cane molto intelligente ed addestrabile.